# یانیک وسترگارد
یانیک وسترگارد (دانمارکی: Jannik Vestergaard؛ زادهٔ ۳ اوت ۱۹۹۲) بازیکن فوتبال اهل دانمارک است.
از باشگاه‌هایی که در آن بازی کرده‌است می‌توان به هوفنهایم، وردر برمن، بروسیا مونشن‌گلادباخ و بروسیا مونشن‌گلادباخ اشاره کرد.
وی همچنین در تیم ملی فوتبال دانمارک بازی کرده‌است.